# Arthur Hofmann

Arthur Hofmann

Arthur Hofmann, mit vollem Namen Max Arthur Hofmann, (* 19. April 1863 in Stötteritz; † 3. März 1944 in Freiburg im Breisgau) war ein deutscher Politiker (SPD). Er ist nicht zu verwechseln mit dem gleichnamigen kommunistischen Aktivisten Arthur Hoffmann (1900–1945).

## Leben und Wirken
Arthur Hofmann wurde im April 1863 als Sohn eines Schmieds geboren. Nach dem Besuch der Volksschule in Reudnitz absolvierte er eine Lehre zum Buchdrucker (1877–1881). Anschließend unternahm er bis 1882 eine große Wanderung durch das In- und Ausland, die ihn unter anderem durch Italien, Österreich-Ungarn und die Schweiz führte. im Jahr 1889 gründete Hofmann eine den Verlag und die Druckerei des sozialdemokratischen Volksblatts in Rudolstadt, der letzten aufgrund des Sozialistengesetzes verbotenen Zeitung.
Im Jahr 1890 siedelte Hofmann nach Saalfeld über, wo er ebenfalls eine Druckerei gründete. 1892 wurde er dort Stadtverordneter und 1896 Kreisdelegierter.
In den Jahren 1900 bis 1918 saß Hofmann im Landtag von Sachsen-Meiningen. Von 1903 bis 1907 und dann erneut von 1912 bis zum Zusammenbruch der Monarchie im November 1918 saß Hofmann für den Reichstagswahlkreis Fürstentum Schwarzburg-Rudolstadt im Reichstag des Deutschen Kaiserreiches. Noch im Jahr 1918 wurde Hofmann Staatsrat im Sachsen-Meininger Innenministerium. Von Januar 1919 bis Juni 1920 gehörte er für den Wahlkreis 36 (Thüringen) der verfassungsgebenden Nationalversammlung an, um anschließend von Juni 1920 bis Mai 1924 als Abgeordneter für den Wahlkreis 13 (Thüringen) im ersten regulären Reichstag der Weimarer Republik. 1919 wurde Hofmann Vizepräsident des thüringischen Staatsrates.

## Schriften
- Thüringer Kleinstaatenjammer – Ein Weckruf an alle Thüringer ohne Unterschied der Parteizugehörigkeit. Saalfeld 1906.[2]
- Des Arbeiters Maifest. Leipzig ohne Jahr [1912].
- Der Streikbrecher. Leipzig ohne Jahr [1912].
- Proletarier-Weihnachten. Leipzig ohne Jahr [1913].
- Das neue Krankenhaus der Stadt Aue. ohne Ort und Jahr
- Die Verlobung im Gefängnis. Leipzig ohne Jahr